# 桂忠詮
桂 忠詮（かつら ただのり）は、戦国時代から江戸時代前期の武将。島津氏家臣。

## 生涯
祖は島津忠国の四男・勝久（島津氏14代当主・勝久とも伊作家5代当主・勝久とも違う別人）。桂氏を称したのは、父の忠俊が永禄2年（1559年）に姓を改めて以後。
天正9年（1581年）の水俣出陣の頃に平佐地頭となる。天正15年（1587年）、豊臣秀吉が九州征伐に乗り出して来たときは大友氏攻略のために豊後国にあったが、やむなく新納忠元らと共に豊後から引き上げ薩摩の平佐城へと戻った。しかし帰城から2日後、そこへ豊臣軍が押し寄せて来た。忠詮は武士80余人、雑兵2、3百人と共に籠城した。3日後の4月28日、小西行長、九鬼嘉隆、脇坂安治の率いる7千余の兵が城を囲み攻撃し始めた。忠詮は城兵に「矢玉があるならば防ぎ、尽きたならば各々刀を引っ提げ敵軍にぶつかり、その骨肉を微塵にして名を後代に残すべし」と誓わせ防戦に努めた。攻撃は辰の刻から申の刻まで続き、城兵20余人が犠牲となったものの豊臣軍も3百余人が戦死、忠詮は城を守り抜いた。そこへ秀吉から遣わされた大田講代坊なる者が和睦を促したため、翌日に小姓2人を人質に出し、泰平寺に陣を敷く秀吉の前へと罷り出た。このとき忠詮は秀吉から宝寿の短刀を下賜されている。
文禄元年（1592年）、島津義弘に従い文禄・慶長の役に従軍し朝鮮に6年間在陣。慶長5年（1600年）の関ヶ原の戦いからの退却の際も活躍し、帰郷後に200石を拝領した。その翌年、薩摩に逃れていた宇喜多秀家を伏見へ送り届ける際の警護役も果たし、その後に大隅国・高山地頭となった。
元和元年（1615年）、島津家久が2万人を率いて大坂の陣へ出陣する際、川上久国と共にその大将を仰せ付かった。忠詮はこのとき病を得ていたが、それを圧して出立する。しかしその船中で病が悪化したために帰国、高山の地にて病没した。家臣の吉冨太蔵が殉死している。